# ماريانا (فلوريدا)
ماريانا (بالإنجليزية: Marianna)‏ هي مدينة أمريكية تقع في ولاية فلوريدا. تبلغ مساحة هذه المدينة 20.9 (كم²)،ويبلغ عدد سكانها 6230 نسمة حسب إحصاء سنة 2010 م 6230.تشير إحصاءات سنة 2000م بأن الكثافة السكانية في هذه المدينة تقدر بـ(298.1) نسمة/كم2 

## أعلام
- تيم ديفيس
- جورج سيدني هوكينز
- جوني باسيت
- أليكس هاميلتون
- تيموثي توماس فروتشن
- ويليام هال ميلتون
- فـان سميث
- جون ميلتون